# Нови Милановац
Нови Милановац је насељено место града Крагујевца у Шумадијском округу. Према попису из 2022. има 350 становника (према попису из 2011. било је 404 становника). Насеље је основано 1815. године. Под њивама се налази 472,28 ha, воћњацима 30,55 ha, виноградима 9,7 ha, ливадама 52,08 ha, пашњацима 5,21 ha док остало земљиште заузима 1,07 ha. Стари назив насеља је Пусто Село (Пустосела).

## Име
Село се до српско-турских ратова звало Пусто Село, а 1884. је добило данашње име, по краљу Милану Обреновићу, јер су наводно за време тих ратова српски официри корели војнике овога села, што му не измене име. Назив Пусто Село дошао је отуда што га је, крајем XVIII века, куга готово опустела.
Називи крајева су добили имена по презименима главних родова док је Прњавор назван по Прњавору манастира Студенице, одакле се овамо доселио његов главни род. Глуваћ је назван по истоименом засеоку села Дубоко у сливу Ђетиње, одакле је пореклом његов главни род.

## Постанак села и порекло становништва
Нови Милановац је заснован у доба Кочине Крајине. Основала су га четири рода; Брадићи, Глуваћани, Жупљани и Павићевићи. Ово село, под именом Пусто Село, први пута се налази на Руској карти 1831. године, затим у Гавриловићевом Речнику 1846. године. До 1866. године при попису се редовно уноси под тим именом све до 1884. године, када село мења име у Нови Милановац.
Нови Милановац је растао у приближно једнакој мери рађањем и новим досеавањем. У доба Првог устанка добегла су овамо три рода а посе 1815. године 10 родова.
Село је добило своје становништво из седам области. Сама Лепеница му је дала 4 рода, Ђетиња 3 рода, Херцеговина 3 рода; по два рода досељена су из Тимока, Црне Горе и Старе Србије док је из Жупе досељен само један род.

## Демографија
У насељу Нови Милановац живи 329 пунолетних становника, а просечна старост становништва износи 42,4 година (42,8 код мушкараца и 41,9 код жена). У насељу има 141 домаћинство, а просечан број чланова по домаћинству је 2,88.
Ово насеље је великим делом насељено Србима (према попису из 2002. године), а у последња три пописа, примећен је пад у броју становника.
|             | \| Демографија[2] \| Демографија[2] \| Демографија[2] \| \| Година \| Становника \| Становника \| \| -------------- \| -------------- \| -------------- \| \| 1948. \| 559 \| \| \| 1953. \| 522 \| \| \| 1961. \| 477 \| \| \| 1971. \| 444 \| \| \| 1981. \| 494 \| \| \| 1991. \| 443 \| 440 \| \| 2002. \| 406 \| 423 \| \| 2011. \| 404 \| \| \| 2022. \| 350 \| \| |            |
| Демографија | |            |
| Година      | Становника | Становника |
| 1948.       | 559 |            |
| 1953.       | 522 |            |
| 1961.       | 477 |            |
| 1971.       | 444 |            |
| 1981.       | 494 |            |
| 1991.       | 443 | 440        |
| 2002.       | 406 | 423        |
| 2011.       | 404 |            |
| 2022.       | 350 |            |

| Етнички састав према попису из 2002.‍ | Етнички састав према попису из 2002.‍ | Етнички састав према попису из 2002.‍ | Етнички састав према попису из 2002.‍ | Етнички састав према попису из 2002.‍ |
| ------------------------------------ | ------------------------------------ | ------------------------------------ | ------------------------------------ | ------------------------------------ |
|                                      |                                      |                                      |                                      |                                      |
| Срби                                 | Срби                                 |                                      | 405                                  | 99,75%                               |
| Словенци                             | Словенци                             |                                      | 1                                    | 0,24%                                |
| непознато                            | непознато                            |                                      | 0                                    | 0,0%                                 |

| Година пописа     | 1948. | 1953. | 1961. | 1971. | 1981. | 1991. | 2002. |
| ----------------- | ----- | ----- | ----- | ----- | ----- | ----- | ----- |
| Број домаћинстава | 101   | 105   | 105   | 104   | 108   | 102   | 141   |

| Број чланова      | 1  | 2  | 3  | 4  | 5 | 6  | 7 | 8 | 9 | 10 и више | Просек |
| ----------------- | -- | -- | -- | -- | - | -- | - | - | - | --------- | ------ |
| Број домаћинстава | 23 | 40 | 38 | 21 | 9 | 10 | 0 | 0 | 0 | 0         | 2,88   |

| Пол    | Укупно | Неожењен/Неудата | Ожењен/Удата | Удовац/Удовица | Разведен/Разведена | Непознато |
| ------ | ------ | ---------------- | ------------ | -------------- | ------------------ | --------- |
| Мушки  | 172    | 38               | 121          | 9              | 4                  | 0         |
| Женски | 169    | 21               | 119          | 28             | 1                  | 0         |
| УКУПНО | 341    | 59               | 240          | 37             | 5                  | 0         |

| Пол    | Укупно                    | Пољопривреда, лов и шумарство | Рибарство                            | Вађење руде и камена | Прерађивачка индустрија       |
| ------ | ------------------------- | ----------------------------- | ------------------------------------ | -------------------- | ----------------------------- |
| Мушки  | 100                       | 60                            | 0                                    | 0                    | 21                            |
| Женски | 65                        | 50                            | 0                                    | 0                    | 2                             |
| УКУПНО | 165                       | 110                           | 0                                    | 0                    | 23                            |
| Пол    | Производња и снабдевање   | Грађевинарство                | Трговина                             | Хотели и ресторани   | Саобраћај, складиштење и везе |
| Мушки  | 3                         | 1                             | 2                                    | 0                    | 0                             |
| Женски | 0                         | 0                             | 3                                    | 1                    | 0                             |
| УКУПНО | 3                         | 1                             | 5                                    | 1                    | 0                             |
| Пол    | Финансијско посредовање   | Некретнине                    | Државна управа и одбрана             | Образовање           | Здравствени и социјални рад   |
| Мушки  | 1                         | 1                             | 1                                    | 2                    | 2                             |
| Женски | 0                         | 0                             | 0                                    | 2                    | 3                             |
| УКУПНО | 1                         | 1                             | 1                                    | 4                    | 5                             |
| Пол    | Остале услужне активности | Приватна домаћинства          | Екстериторијалне организације и тела | Непознато            | Непознато                     |
| Мушки  | 1                         | 0                             | 0                                    | 5                    | 5                             |
| Женски | 1                         | 0                             | 0                                    | 3                    | 3                             |
| УКУПНО | 2                         | 0                             | 0                                    | 8                    | 8                             |